# Else Federn

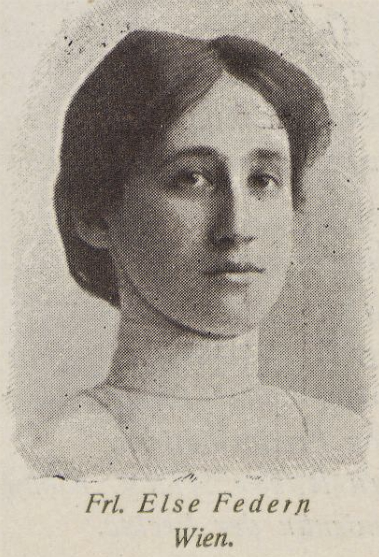
Else Federn (1904)

Else Federn (* 5. März 1874 in Wien/Österreich; † 28. Januar 1946 in Bristol/Großbritannien) war eine österreichische Fürsorgerin und leitende Vereinsfunktionärin des Vereins Wiener Settlement.

## Leben
Else Federn war die Tochter des Arztes Josef Salomon Federn und dessen Ehefrau Ernestine geb. Spitzer. Die Ehe wurde am 27. Januar 1867 im Wiener Stadttempel geschlossen. Josef Salomon Federn entstammte einer Prager Gelehrtenfamilie. Er führte die Blutdruckmessung am Krankenbett ein. Ernestine Federn war sozial engagiert und eröffnete, gemeinsam mit ihrem Sohn Karl, die „Kunstschule für Frauen und Mädchen“ in Wien. Else Federn wuchs mit fünf Geschwistern auf. Der älteste Bruder war der spätere Jurist und Historiker Karl Federn (1868–1943), gefolgt vom späteren Nationalökonomen Walther Federn (1869–1949) sowie dem Psychoanalytiker Paul Federn (1871–1950). Die jüngeren Geschwister waren der Buchhändler und Schriftsteller Robert Federn (1878–1959) sowie die Schriftstellerin und Spanienkämpferin Marietta Federn (1883–1951). Else Federn besuchte die Schule des Wiener Frauenerwerbsvereins. In ihrer Kindheit war sie gesundheitlich instabil. In den 1890er Jahren lernte sie über die Frauenrechtsaktivistin Marie Lang (1858–1934) die Idee der Settlementbewegung kennen. Seit den 1880er Jahren waren nach dem Vorbild der Settlementbewegung Nachbarschaftszentren in Armenvierteln geschaffen worden (Ägide Marie Lang), die sich in Kontinentaleuropa, England, den USA und Japan ausgebreitet hatten. Die Idee hinter der Settlementbewegung war, durch Bildungsveranstaltungen Hilfe zur Selbsthilfe geben zu wollen. Wohltätigkeit im Sinne von Almosengabe sollte vermieden werden. 1899 verbrachte Else Federn einen Ferienaufenthalt in England. Sie konnte während dieses Aufenthalts Zeit im ältesten Frauensettlement, dem „London Women's University Settlement“, verbringen. 1901 entstand der „Verein Wiener Settlement“ im Wiener Stadtteil Ottakring. Zu den Gründungsmitgliedern gehörten neben Marie Lang auch Marianne Hainisch (1839–1936). Else Federn wurde Arbeitsleiterin des Vereins. Sie spielte deshalb in der Wiener Settlementbewegung eine entscheidende Rolle. Der Verein widmete sich zunächst der Kinder- und Jugendfürsorge, später auch der Schwangerenberatung, der Alkoholikerberatung sowie der Tuberkuloseprävention. Ein weiterer Schwerpunkt der Arbeit war die Zusammenarbeit mit dem Jugendgerichtshof. Else Federn wurde zweite Vorstandssekretärin der Gutachtergruppe des Wiener Jugendgerichts.
Zunächst bezog der Verein Wiener Settlement ein kleines einstöckiges Haus in der Ottakringer Kaisergasse, das von der Bierbrauerei Moritz Kuffner zur Verfügung gestellt worden war. Nach nur 1½ Jahren hatten bereits über tausend Teilnehmende das Settlement besucht, wie Else Federn vermerkte. Im Jahr 1902 trat der Verein dem „Bund Österreichischer Frauenvereine“ bei. Nach dem Ersten Weltkrieg erfolgte die Übersiedlung des Vereins in die Lienfeldergasse. Später zogen auch die Eltern Federn in das Settlement ein.
Else Federn nahm als Vortragende am Internationalen Frauen-Kongress 1904 in Berlin teil. Bei diesem Kongress gab es Referate und Diskussionen zu zwanzig Themenbereichen zur Bildung, der beruflichen Tätigkeit, dem sozialen Engagement und der rechtlichen Stellung der Frauen.
Nach dem „Anschluss Österreichs“ an das nationalsozialistische Deutsche Reich im Jahr 1938 wurde Else Federn nach nur wenigen Tagen als Arbeitsleiterin abgelöst. Alleinstehend gelang ihr die Flucht nach England, wo sie zunächst Unterschlupf bei einem Bruder fand. 1939 erfolgte die Übersiedlung in das „University Settlement“ nach Bristol. Hier verstarb Else Federn im Sommer 1945 nach einer schweren Erkrankung.

### Interprofessionelle Zusammenarbeit
Marie Lang und Else Federn bestärkten den Sozialmediziner Alfred Götzl (1873–1946), der sich um eine verbesserte Ausbildung für die Pflegeberufe bemühte, da die Tuberkuloseprävention und Behandlung der an Tuberkulose Erkrankter dies in seinen Augen notwendig machte, insgesamt eine Aufwertung dieser Berufe zu forcieren. So kam es im April 1919 auf der Tuberkulosetagung in Wien zu einem Vortrag von Götzl einerseits und der im Verein Wiener Settlement arbeitenden Fürsorgeschwester Lotte Beichler andererseits. Die beiden Vorträge waren aufeinander abgestimmt. Beichler skizzierte die Problemstellungen aus Sicht des Pflegepersonals und berichtete von ihren Erfahrungen einer Studienreise nach Deutschland zu vergleichbaren modernen Tuberkulosefürsorgeorganisationen. Im Kontext der Tuberkuloseprävention und Tuberkulosebehandlung kam es somit, auf Anregung von Else Federn, zur interprofessionellen Zusammenarbeit.

### Familie
Der Psychoanalytiker Ernst Federn (1914–2007), ein Sohn von Paul Federn, war der Neffe von Else Federn. Die Bildhauerin Luise Federn-Staudinger (1879–1967), die Ehefrau von Robert Federn, war die Schwägerin von Else Federn. Der Sohn von Paul Federn und Luise Federn-Staudinger wiederum, Klaus Federn (1910–2014), war ein weiterer Neffe.

## Ehrung
- 2012: Ein Park in Wien-Ottakring wurde nach Else Federn benannt

## Veröffentlichungen (Auswahl)
- Else Federn: Zehn Jahre Settlement-Arbeit in Wien. Selbstverlag der Zeitschrift für Kinderschutz- und Jugendfürsorge, Wien 1911 (Digitalisat).
- Else Federn: Allgemeine deutsche Tagung über soziale Fürsorge für Kriegerwitwen und Kriegerwaisen, einberufen vom Deutschen Verein für Armenpflege und Wohltätigkeit, am 16. U. 17. April 1915 im Reichstaggebäude, Berlin – In: Zeitschrift für Frauenstimmrecht, Jg. 5 (1915), Nr. 4/5, 1-3 (Digitalisat).
- Else Federn: Allgemeine deutsche Tagung über soziale Fürsorge für Kriegerwitwen und Kriegerwaisen – In: Der Bund, Jg. 10 (1915), Nr. 5, 1-7 (Digitalisat).
- Else Federn: Unser Settlement: zum 20. Jahrestag der Gründung des Settlements in Ottakring. In: Neue Freie Presse, Nr. 20520, 14. Oktober 1921, S. 21 f. (Digitalisat).